# Historia de Kálimnos

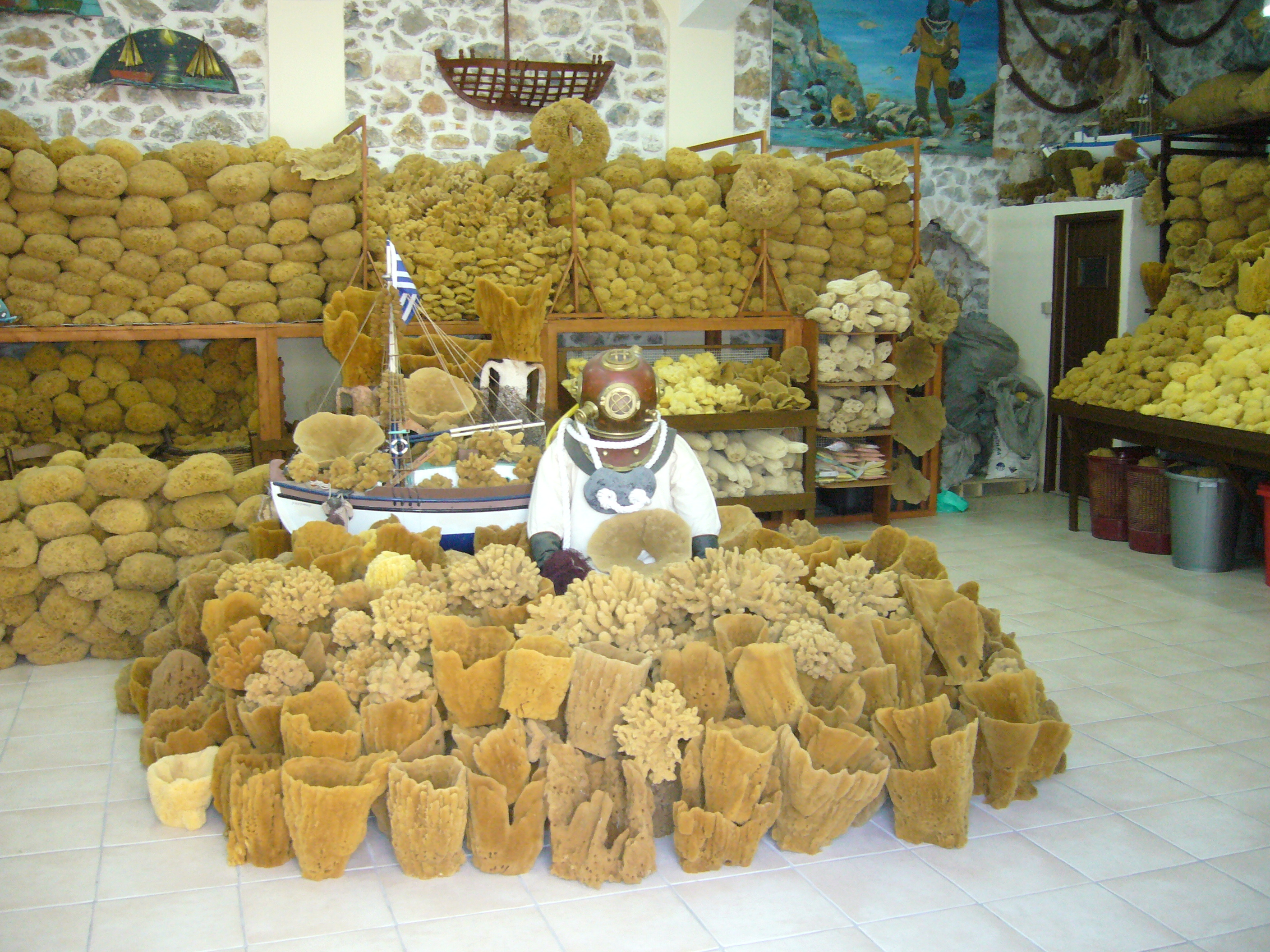
La pesca de esponjas fue el motor económico de la isla durante mucho tiempo.

La historia de Kálimnos abarca todo el periodo cronológico desde el primer poblamiento de seres humanos en la isla hasta la actualidad, siendo los carios los primeros pobladores de la isla.

## Etimología
Antiguamente se llamaba Calidna o Calidnas y también Calimna.
La etimología más probable del nombre es que proviniera de "Kalí" (Buena o belleza) e "Ydna" (de agua), lo cual quiere decir que Calidna pudo significar "Isla de buena o bellas aguas". Sin embargo, algunos autores, ya desde la Antigüedad, suponían que Calidnas no solo se aplicaría a la actual Kálimnos, sino que comprendería además la isla de Leros y otros islotes cercanos. Al menos desde el siglo IV a. C. su nombre era Calimna y más tarde, durante la época bizantina, el nombre cambió a Kálimnos.

## Época clásica
La isla dependía de Cos, y por ello está fuertemente ligada a su historia. Entre el 1150  a. C. y 800-850 a. C. Kálimnos fue colonizada por los dorios y en menor parte por los fenicios, aunque la isla ya estuvo habitada en tiempos preminoicos. Durante la época arcaica la isla se mantuvo independiente de Atenas, dada la lejanía del Dodecaneso. Homero la llamó Calidnas y fue parte de los estados que participaron en la guerra de Troya mediante el envío, junto con otras islas, de 30 barcos liderados por Fidipo y Ántifo. Según Diodoro Sículo, tras la guerra de Troya, cuatro de las naves de Agamenón naufragaron en la isla. La tripulación se instaló en ella, construyendo un asentamiento en la meseta de la isla, en memoria de su patria, Argos, que durante mucho tiempo fue su capital, siendo más tarde abandonada y reconstruida como la ciudad que es hoy en día, Pothia, o por aquel entonces Pothaia (Pothea).
Durante las guerras médicas, estuvo ocupada por los persas, hasta que fueron liberados con la ayuda de la flota ateniense. Al menos entre los años 452/1 y 415/4 a. C. formó parte de la Confederación de Delos, puesto que aparece en los registros de tributos a Atenas. En el 357 a. C. perdió su libertad al ser sometida por el rey Mausolo de Halicarnaso. Tras casi 15 años de sublevación, los rebeldes de Kálimnos consiguen la independencia y volvió a convertirse en aliada de Atenas.
En la época clásica, Kalimnos mostró un notable florecimiento cultural, teniendo como fiel reflejo de ello las ruinas del Templo de Apolo Kalyndeou. Con el esplendor del Reino de Macedonia, Kálimnos se convirtió en parte de él y la isla empezó a ser objeto de deseo por su valiosa posición estratégica.
A la muerte de Alejandro Magno, Ptolomeo I de Egipto tomó todas las islas del Dodecaneso, incluyendo Kálimnos. Conquistada por la Roma en el año 44 a. C., la isla perteneció a la Provincia de las Islas.

### Religión
Apolo era el dios patrón de Kálimnos, y su santuario, el centro político y religioso desde inicios del primer milenio a. C. hasta los primeros siglos d . C. Los habitantes de Kálimnos fueron los primeros griegos en convertirse al cristianismo gracias a su proximidad a Asia Menor y a que San Pablo y San Juan hicieron una parada en la isla. Durante la época cristiana se construyeron numerosas iglesias decoradas con mosaicos.

### Monedas
En el siglo VI a. C., las monedas de plata de Kálimnos tenían la cabeza barbuda de un guerrero en el anverso, mientras que en el reverso estaba la lira de Apolo. En el siglo III a. C., las monedas de plata y cobre eran iguales a las del siglo VI a. C., con la diferencia que el guerrero no tenía barba y la lira se sustituyó por una guitarra.

## Edad Media
Durante la Edad Media, la isla fue posesión bizantina, perteneciendo a Samos. En el año 554, un terremoto devastó la isla, cambiando para siempre su geomorfología y separando definitivamente a Télendos de Kálimnos. Durante el periodo bizantino, se construyeron muchas iglesias cristianas sobre antiguas capillas. Destaca la historia del Templo de Apolo, cuyo mármol fue extraído del mismo para construir el "Cristo en Jerusalén", que, según la tradición local, fue construido por Santa Elena, a su regreso de Jerusalén tras encontrar la Santa Cruz. Otras iglesias importantes son la Basílica de San Juan en Melitsacha y el Tarxiarchis en Vathí. En el siglo VII, las incursiones de los árabes obligaron a los habitantes de las ciudades costeras a refugiarse en las montañas, que las fortificaron creando los asentamientos de San Constantino y Galatiani, En el siglo X, fue destruida por los turcos.
Tras su conquista por los genoveses en el 1207, fue posesión de Los Caballeros de San Juan de Jerusalén, que construyeron el Castillo de Chrysocheria, Pasó a manos de los venecianos en el 1257, que la usaron de base naval, hasta su posterior conquista en el siglo XIV. En el 1278 Kálimnos volvió a manos bizantinas con el emperador Miguel III, hasta el 1303, cuando los hermanos Zacharías, sobrinos de Miguel III, empezaron a gobernar en la isla. Su breve reinado acabó en el 1306, cuando la isla fue cedida al pirata genovés Vignolo de Vignoli.

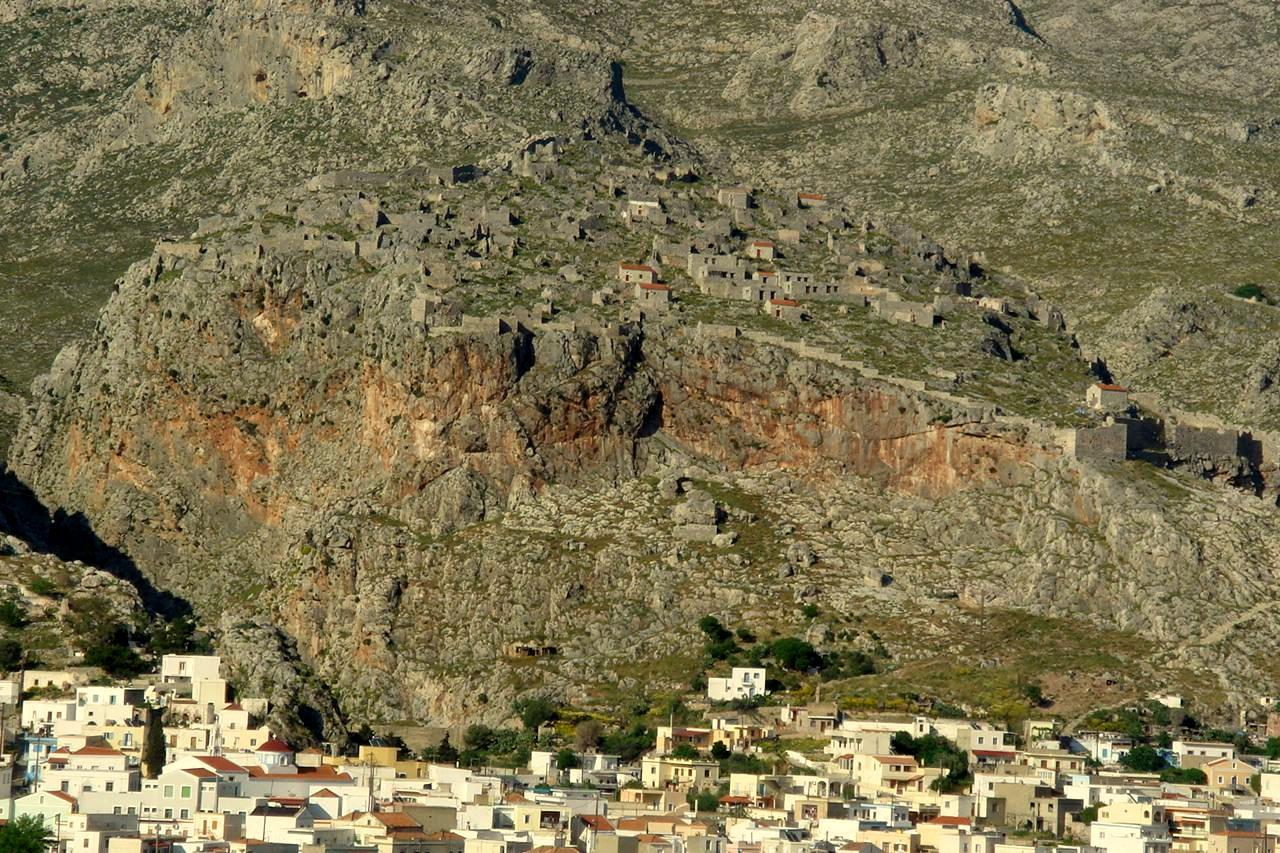
El Castillo de Chora

En el año 1310 pasó a ser una posesión de los Caballeros de Rodas. Durante este periodo, Cos, Leros, Kálimnos y Nísiros formaban una sola provincia. A mediados del siglo XV, se construyó el Castillo de Chrisocherias, a finales del mismo se reparó y amplió el Castillo de Chora. Aún se conservan diez capillas en el castillo con frescos postbizantinos. Durante la ocupación de los Caballeros de Rodas, la isla era atacada constantemente por los otomanos, especialmente en 1457 y 1460. Acabaron conquistándola en el 1522 al mando de Solimán el Magnífico. En el año 1495 la isla sufrió otro gran terremoto que provocó el derrumbamiento del castillo, aunque fue rápidamente recostruido. Durante la dominación turca no se construyeron edificios de carácter religioso ni de arquitectura típica turca. En el siglo XVIII se construyó la iglesia del Castillo de Chora. Al contrario de lo que ocurrió con Cos y Rodas, no hubo una migración importante de turcos a Kálimnos. No fue hasta el año 1750 cuando los habitantes refugiados en el castillo salieran para volver a asentarse en sitios como Thenia, Kokchalaria, Giakcha, Vathí o Stimenia. Al cabo de 50 años el castillo quedó deshabitado.

## Edad Contemporánea
En el año 1821, Kálimnos disfrutaba de autonomía política. Participó en la guerra de Independencia de Grecia, llegando a participar en una batalla entre griegos y turcos cerca de las costas de la isla el 19 de agosto de 1825. Junto con Leros, Patmos e Icaria fue nombrada "Nueva Espórada Oriental"; sin embargo, cuando se establecieron las fronteras del nuevo estado griego fue intercambiada por Eubea. En el año 1835, se le volvió a conceder la autonomía, y formaron un gobierno local formado con ancianos que consiguió mejorar la sanidad y la educación y hacerlas gratuitas. Alrededor del año 1850 se construyó el puerto de Pothia, nueva capital de la isla.
En 1921, fue ocupada por los italianos, hasta el 7 de marzo de 1948, cuando se produjo la integración formal con el resto de Grecia. Durante la ocupación italiana, éstos querían cerrar las escuelas griegas, y pintaron las casas en azul y blanco a modo de protesta. Por otro lado, alemanes e ingleses luchaban por el control de las islas, ganando los alemanes que controlarían la isla entre 1943 y 1945. Esto causó un gran daño en la población e hizo que más de 9000 habitantes huyeran principalmente a Oriente Medio para no morir de hambre. A partir de la década de los 60, la economía empezó a decaer, en parte por la aparición de esponjas sintéticas, y gran parte de la población emigró. En estas últimas décadas, la escalada se ha convertido en uno de los grandes reclamos turísticos en la isla, llegando a haber incluso festivales de escalada. El Aeropuerto Nacional de Kálimnos fue construido en 2006.

### La pesca de esponjas
A principios del siglo XX, la industria de la pesca de la esponja prosperó en la isla. En el siglo XIX, para la pesca de esponjas tan sólo iban de cuatro a siete personas en un barco de no más de 10 metros y suministros (asado, frijoles, arroz, aceitunas, queso y pan de cebada); para pescar las esponjas solo se usaba la fuerza de la respiración, llegando a bajar 30 metros para pescarlas. Las esponjas se compraban en la isla, que se enviaban a Sira, Nauplio y Estambul, y una vez allí pasaban a Odesa, Kiev, San Petersburgo, Moscú y Vilna, desde donde se distribuían a Europa Occidental. 
En el censo de 1825, la isla contaba con una población de 5000 habitantes, pero en el censo de 1921, con la llegada de los italianos, había 23.200 personas en la isla, gracias a la migración masiva de habitantes de islas cercanas en busca de un futuro mejor en la pesca de esponjas. En agosto de 1986, una enfermedad acabó con gran parte de las esponjas de la isla, un mazazo para la economía de la isla. Actualmente la isla representa uno de los centros pesqueros más importantes de Grecia gracias al atún y al pez espada, empleando a 1200 personas y teniendo a 7 de cada 15 criaderos en el Dodecaneso y uno privado.